# Yoriko Mizushiri
Yoriko Mizushiri (japanisch 水尻 自子 Mizushiri Yoriko; * 1984 in Towada, Aomori) ist eine japanische Regisseurin von Animationsfilmen und Animationskünstlerin, deren Filme mehrfach an internationalen Filmfestspielen teilnahmen.

## Leben und Karriere
Yoriko Mizushiri wuchs in Nordjapan auf und zog für ihr Studium an der Joshibi Universität für Kunst und Design nach Tokio. Für ihren Studienabschluss kreierte sie den Kurzfilm Kappo. Sie spezialisierte sich auf handgezeichnete und Stop-Motion-Animation mit einer besonderen Perspektive auf Körperteile. Nachdem sie drei ihrer Kurzfilme auf Filmfestivals vorgestellt hatte, schrieb Chris Robinson bereits 2016 auf Animation World Network, dass sie eine „integral and unique voice in the animation world“ (eine integrale und einzigartige Stimme in der Welt der Animation) sei, da in ihrer Arbeit die vorhandene Zartheit und Sinnlichkeit durch die Wahl ihrer Farben noch verstärkt werde.
2022 wurde sie zum Festival d’Animation Annecy eingeladen, wo ihr fünfminütiger Kurzfilm Anxious Body eine Auszeichnung der Jury mit der Begründung „For its beautifully crafted animation and its great physical experience“ (Für seine wunderschön gestalteten Animationen und seine großartige physische Erfahrung) erhielt. Dieser Film gewann außerdem beim Filmfest Dresden den Goldenen Reiter und wurde dort folgendermaßen charakterisiert: „Durch eine intime und mehrdeutige Erkundung demonstriert er wie nah Lust und Schmerz beieinander liegen. […] Der Film erweitert die unverwechselbare Stilistik der Filmemacherin sowohl in Bezug auf die visuelle Ästhetik als auch das Sound Design.“
2025 bekam Yoriko Mizushiri ihre dritte Einladung zur Berlinale. Ihr Film Futsu no seikatsu (Ordinary Life) feierte dort in der Sektion Berlinale Shorts Weltpremiere. Bereits 2024 hatte sie für das Centro Cultural Gran Capitán in Granada eine Installation mit dem gleichnamigen Titel kreiert. Für ihren Kurzfilm wurde sie mit dem Silbernen Bären Preis der Jury ausgezeichnet.
Neben der Regie von Kurzfilmen schuf sie auch Musikvideos, Werbe- und Ausstellungsfilmen sowie Installationen. Unter anderem war die sogenannte Visual Identity, der Trailer und das Wettbewerbsposter des Animafest Zagreb 2020 aus ihrer Hand. Ihre Arbeit wurde als „sensitive, fluid, physical, erotic, meditative, melancholy and feminine“ (sensibel, fließend, physisch, erotisch, meditativ, melancholisch und feminin) charakterisiert. Außerdem attestierte man ihr auf der Website von Japan Media Arts Festival Overseas Promotion, dass ihre Arbeit eine unermesslich talentierte Beherrschung von Linien und Bewegung kennzeichne.

## Auszeichnungen
- 2014: Teilnahme an der 64. Berlinale (Kamakura (Schneehut))[11]
- 2015: Teilnahme an der 65. Berlinale (Maku (Schleier))[12]
- 2022: Goldener Reiter als bester animierter Kurzfilm des Filmfests Dresden (Anxious Body)[4]
- 2022: Teilnahme am Festival d’Animation Annecy (Anxious Body)
- 2025: Teilnahme an der 75. Berlinale (Futsu no seikatsu)[5] und Silberner Bär Preis der Jury

## Filmografie
- 2007: Kappo
- 2012: Futon
- 2013: Kamakura (Schneehut)
- 2014: Maku (Schleier)
- 2021: Fuan na karada (Anxious Body)
- 2025: Futsu no seikatsu (Ordinary Life)